# 大沽
大沽（たいこ、拼音: Dàgū:タークー）は中華人民共和国天津市浜海新区（旧塘沽区）にある地名。
天津から海河に沿って南東に下って渤海に至った河口（大沽口）地域である。